# DSB IC3
A DSB IC3 sorozat, vagy DSB MF sorozat, becenevén a Gumiorrú, egy dán gyártmányú, nagy komfortú, közép-/hosszú távú utazásra alkalmas dízelmotorvonat-sorozat. 1989 és 1998 között gyártotta a ABB Scandia (később a vállalatot az Adtranz vásárolta meg, amelyet később a Bombardier Transportation vásárolt fel) a Randersben. Ez a sorozat 1990 óta közlekedik Dániában és Svédországban, korábban pedig Izraelben is üzemelt. Az IC3 elnevezés egyszerűen azt jelzi, hogy ez egy három kocsis InterCity vonatszerelvény.
Egy villamos meghajtású négykocsis változat, a DSB IR4 1995 és 1998 között került beszerzésre.

## Története
Az IC3-asok fejlesztése 1984-ben kezdődött, gyártásuk 1986-ban indult, és 1991-ben álltak szolgálatba. A gyökerek azonban ennél is messzebbre nyúlnak vissza. A DSB 1972-ben ünnepelte fennállásának 125. évfordulóját, és ezzel egyidejűleg néhány nagyszabású változtatást hajtott végre. Először is, két évvel később, 1974-ben egy teljesen új menetrendi rendszert, a K74-et vezették be. Másodszor, a távolsági forgalom alapját képező lyntog koncepciót megszüntették, helyette egy új InterCity koncepció vette át ezt a szerepet. Néhány év múlva új koncepció jelent meg, az úgynevezett APO-k, amelyek meghatározott területekkel megbízott munkacsoportok voltak. Voltak csoportok a villamos mozdonyok, a dízelüzemű mozdonyok és mások számára, köztük a „távolsági vonat” APO csoport.
A távolsági vonat - APO-nak eredetileg az volt a feladata, hogy megfelelő vonatot találjon a távolsági forgalom számára. Később azonban az a hír járta, hogy a lyntog-koncepciót néhány éven belül újra bevezethetik, ezért úgy döntöttek, hogy ehhez a koncepcióhoz találnak megfelelő konstrukciót. Több követelményt is támasztottak: elsősorban légkondicionálót kellett használni az utastér hűtésére és fűtésére, és képesnek kellett lennie elektromos vagy dízel meghajtásra. A második követelményt az a tény indokolta, hogy a dán politikusok még nem döntöttek arról, hogy finanszírozzák-e a dán vasútvonalak tervezett villamosítását. Abban az időben nem állt rendelkezésre ilyen vonat, ezért a csoport saját maga tervezett egyet. Annak érdekében, hogy a vonat ne tartalmazzon meghajtóegységeket (és így csökkentsék a változatok és a fejlesztési költségeket), úgy tervezték, hogy mozdony vontatja, és a végkocsikat vezetőfülkékkel szerelik fel. A vonatot 5 kocsiból álló szerelvényként tervezték, középen egy szolgálati kocsival (amely egy kis kioszkot és egyéb berendezéseket tartalmaz) és 4 személyszállító kocsival.
1983-ban a menetrendekért felelős csoport követelményeket fogalmazott meg az InterCity-közlekedés ideális jövőbeli vonatával szemben, amelyek a prototípussal (az időközben IC5 néven ismertté vált) szerzett tapasztalatokon alapultak: könnyűnek kell lennie (lehetőleg alumíniumból készüljön), az utastérnek fix ablakokkal és légkondicionálóval kell rendelkeznie, önjárónak kell lennie, az autóbusz- és teherautó-iparban használatos szabványos motor- és erőátviteli alkatrészeket kell használnia, valamint gyorsan és könnyen lehessen kocsikat hozzáadni (egy másik szerelvénnyel való összekapcsolással); számos műszaki követelmény mellett. Az új projekt az IC3 elnevezést kapta.
Miután az IC3 projektet javasolták, viszonylag gyorsan eldőlt, hogy az IC5-prototípus fejlesztését leállítják, mivel az számos problémával küzdött. A fő probléma a vonat súlya volt. Eredetileg 200-210 tonnára becsülték, de végül 270 tonna lett a súlya. Egy hasonló méretű és kapacitású, hagyományos kocsikból álló szerelvény súlya körülbelül ugyanannyi, mint az eredetileg becsült érték. Amikor először javasolták az IC5 projekt törlését, a vonat tervezői több megoldási javaslattal próbálták megmenteni a vonatot, de hiába: A DSB vezetősége úgy döntött, hogy az IC3 a megfelelő vonat a jövőre nézve.
Az IC3 kifejlesztésével a DSB és a Scandia gyár (ma a Bombardier vállalat része) tervezőiből és műszaki mérnökeiből álló közös csoportot bíztak meg. Mellékesen meg kell említeni, hogy sem a DSB, sem a Scandia nem kívánta, hogy ők (a Scandia) kapják a feladatot, mivel nem sok tapasztalatuk volt az ilyen típusú vonatokban.
Az első IC3-as szerelvényt 1988-ban szállították le, de sajnos számos gyermekbetegséggel küzdött, elsősorban az (akkoriban nagyon fejlett) számítógépes rendszerek miatt. Az egyik példa erre az volt, hogy minden látható ok nélkül bezárta a WC-ajtót (úgy volt programozva, hogy akkor zárja be az ajtót, ha valaki bent van, és ezt egy gomb segítségével kéri, vagy ha a WC-rendszerben probléma lép fel). Egy másik probléma az volt, hogy a hó felhalmozódott a membránok körül, és eltakarta a vezető kilátását. 1990 végére e problémák többségét sikerült megoldani, így a vonat 1991-ben forgalomba állt.
2017-ben a DSB bejelentette, hogy az IC3-as állomány élettartamát 10 évvel meghosszabbítja, ami lehetővé teszi az IC4-es vonatok leváltását.
2018-ban az első hat ERTMS-felújított IC3-as vonat elhagyta a langåi műhelyt, az átalakításokat az Alstom végezte a Banedanmark és a DSB műszaki támogatásával.. 2018-ban az összes IC3-ast át kellett alakítani ERTMS-re a saját fejlesztésű ZUB 123 ATC-rendszerről.
A DSB 2021-ben két szerelvényt vásárolt az Izraeli Vasúttól pótalkatrésznek.
2021-ben a Tengerészeti és Kereskedelmi Bíróság kimondta, hogy a Deutz AG 2010-ben visszaélt piaci helyzetével a motor cserealkatrészeinek tekintetében.
2021-ben az Izraeli Vasutak bejelentette, hogy a Siemens Desiro HC villamoss motorvonatok és az újabb, ötödik generációs Bombardier emeletes kocsik bevezetése miatt nyugdíjba kívánja küldeni IC3-as flottáját. A vonatokat 2023 novemberében kivonták a menetrend szerinti forgalomból, de tartalékként megtartották, majd 2024. január 28-án teljesen nyugdíjazták őket. Ez a Jaffa-Jeruzsálem-vasútvonal Beit Shemesh és Jeruzsálem-Malha közötti járatainak végleges megszüntetését vonta maga után (amelyeket a COVID-19 járvány miatt már határozatlan időre felfüggesztettek), mivel az útvonalat az Izraeli Vasút újabb gördülőállományával az említett vasútvonal eltérő nyomtávja miatt nem lehet használni.
A fennmaradó svéd Y2-es flottát várhatóan 2024-2027 között új CAF Civity Nordic villamos- és bimodális vonatokra cserélik le.